# Follow Me (Amanda-Lear-Lied)
Follow Me ist ein Lied von Amanda Lear aus dem Jahr 1978, das von ihr und Anthony Monn geschrieben wurde. Es erschien auf ihrem zweiten Studioalbum, Sweet Revenge. Follow Me zählt zu Lears bekanntesten und meistverkauften Singles.

## Geschichte
Der Liedtext, geschrieben von Amanda selbst, ist über Verführung und erzählt von einem Mädchen, das vom Teufel versucht ist. Die Musik und Produktion sind von Anthony Monn. Follow Me wurde im Frühling 1978 als erste Single aus Sweet Revenge ausgekoppelt.
1987 und 1989 veröffentlichte Amanda die neuen Remixe des Follow Me. Anschließend, hat sie viele neue Versionen des Liedes aufgenommen: auf ihren Alben Cadavrexquis (1993), Back in Your Arms (1998) und Let Me Entertain You (2016).

## Musikvideo
Das originale Musikvideo wurde für die Fernsehmusiksendung Musikladen gemacht, unter der Regie von Michael Leckebusch. Das Video wurde im Jahr 2012 auf der 3-DVD-Box Das beste aus dem Musikladen Vol. 1 veröffentlicht, und im Jahr 2022 hat Musikladen das Video auf YouTube veröffentlicht.

## Charts und Chartplatzierungen
| ChartsChartplatzierungen | Höchstplatzierung | Wochen/ Monate |
| ------------------------ | ----------------- | -------------- |
| Deutschland (GfK)        | 3 (27 Wo.)        | 27 Wo.         |
| Österreich (Ö3)          | 6 (5 Mt.)         | 5 Mt.          |
| Schweiz (IFPI)           | 7 (9 Wo.)         | 9 Wo.          |

| ChartsJahrescharts (1978) | Platzierung |
| ------------------------- | ----------- |
| Deutschland (GfK)         | 6           |
| Österreich (Ö3)           | 11          |

## Coverversionen (Auswahl)
- Dance or Die, 2001[7]
- Kim Fisher, 2001
- Robert Coyne, 2010